# 大村久美子
大村 久美子（おおむら くみこ、1970年 - ）は、日本の現代音楽の作曲家。

## 略歴
静岡県出身。東京藝術大学にて近藤譲、松下功、浦田健次郎に学びその後渡独。エッセンのフォルクバング音楽大学にてニコラウス・アーノルト・フーバーに師事。2000年からフランス・パリのIRCAMにてレジデント・コンポーザー。2004年に一時帰国し東京藝術大学大学院美術研究科にて古川聖の元でコンピュータ音楽を学ぶ。再度渡独してから2006年よりドイツ・カールスルーエのZKMにてレジデント・アーティスト。既婚で一児の母である。現在もドイツ在住で精力的な創作活動を続ける1970年代生まれの俊英である。

## 作風
執拗な反復語法が特徴であった初期の入野賞受賞曲「Reticulation」のころから、メトリックは単純化、エネルギーは集約化へ向かった。「発芽 I」ではVNとPFへ極限的にまでピッチを絞ったこともあった。サンバルアンティクを伴った弦楽合奏のための「シナプス」でも音程構造は正確無比を極め、最後は音域が上がりカタルシスへ向かう。音程のシステマティックな変容が話題となった現音作曲新人賞受賞曲「浄められた息」では、同世代では珍しいほどの構造主義の徹底が評判であった。近年の6演奏者のための「慈雨」でもハープに執拗な反復は聞かれるが、前面に押し出されることは減っている。西洋楽器を用いない作品でも同傾向は健在。

## 受賞歴
- 秋吉台国際作曲賞ノミネート (1992年)
- 入野賞 (1994年)
- ガウデアムス賞 (ジェフ・ハンナンと同着優勝, 1998年)
- ハノーファー・ビエンナーレ国際作曲コンクール最高位 (1999年)
- ACL入野記念賞第一位 (2000年)
- Förderpreis des Landes Nordrhein-Westfalen für junge Künstlerinnen und Künstler (2000年)
- 武生作曲賞 (2004年)
- 現音作曲新人賞 (2005年)
- フランコ・エヴァンジェリスティ国際作曲コンクール入選 (2010年)
- ギガ・ヘルツ電子音楽国際作曲コンクール入賞 (2012年)

## ディスコグラフィー
- Double Contour / Kumiko Omura Portrait CD by fontec "Japanese Composer" series (2009)
  - Double Contour for cello and live electronics (2001)
  - Germination II for 6 Players (Fl.Ob.Cl.Vn.Pf.Vib.) (2003)
  - Hommage à Pluton for ensemble and live electronics(2006-7)
  - Mutation of the Möbius for recorder and viola d'amore (2005)
  - La complication d'image AB for alto/baritone saxophone (2002/7)
  - Reticulation for Orchestra (1993-4)
  - Imaginary Bridge for shakuhachi, ensemble and electronic sound (1998-99)
- Double Contour for cello and live electronics (2001) / Computer music journal sound and video anthology. Volume 28 by MIT Press (2004)
- La complicatiln d’image for tenor saxophone and live electronic (2002) / Takashi Saito (Sax) Solo CD by ALM Record in Japan (2003)
- Synapse for strings ensemble (2001-2) / Wittener Tage für Neue Kammermusik 2002 beim WDR